# Nauczycielski Uniwersytet Radiowo-Telewizyjny
Nauczycielski Uniwersytet Radiowo-Telewizyjny (NURT) – radiowo-telewizyjne wykłady Instytutu Kształcenia Nauczycieli, emitowane w latach 1974–1992 na antenie Telewizji Polskiej i Polskiego Radia.

## Opis
NURT był adresowany do nauczycieli, którzy pragnęli doskonalić swoje umiejętności oraz wzbogacać wiedzę ogólną.
Pierwszy wykład NURT-u został nadany w 1974 roku, ostatni w 1992. Po modernizacji bloku programów oświatowych emitowanych na antenie TVP we wrześniu 1990 program był w dalszym ciągu emitowany pod nazwą Uniwersytet Nauczycielski.
Utworem muzycznym wykorzystywanym w czołówce programu był początek partii fortepianu w I części Koncertu f-moll op. 21 na fortepian i orkiestrę symfoniczną Fryderyka Chopina.

## Emisje
NURT był emitowany w Programie Pierwszym Telewizji Polskiej w poniedziałki, środy i piątki o godzinie 15–tej. Na antenie Programu Drugiego w sobotnich godzinach porannych nadawano powtórki wykładów, tak samo jak w czwartki wieczorem po wydaniu Dziennika Telewizyjnego. Na falach Programu IV Polskiego Radia NURT pojawiał się we wtorki i w czwartki.